# 曼努埃尔·卡马乔
曼努埃尔·卡马乔（西班牙語：Manuel Camacho，1929年4月6日—2008年9月24日），墨西哥男子足球运动员，司职守门员。他曾代表墨西哥国家队参加1958年国际足联世界杯，结果队伍止步小组赛阶段。